# Eichelbach (Fichtenberger Rot)
Der Eichelbach ist ein lange an den Gemeindegrenzen von Gschwend im Ostalbkreis sowie Gaildorf und Fichtenberg im Landkreis Schwäbisch Hall ziehender Bach von etwa dreieinhalb Kilometern Länge im nordöstlichen Baden-Württemberg, der zwischen Fichtenberg-Mittelrot und Gaildorf-Unterrot von rechts und Südwesten in die unterste Fichtenberger Rot mündet.

## Geographie

### Verlauf
Der Eichelbach entspringt wenige hundert Meter nördlich des Gschwender Weilers Honkling in einem kleinen Waldvorsprung aus der Eselsklinge in die Buchäcker auf etwa 470 m ü. NHN. Nach wenigen Metern erreicht der Quellablauf die Sohle der nördlich laufende Klinge und fließt nun auf der Gemeindegrenze von Gschwend zur Kleinstadt Gaildorf etwa 800 Meter lang nach Norden. Dann weicht er vor der Sumpfhalde etwas nach links aus und umrundet den Berg in einem Rechtsbogen, wonach er beständig in ostnordöstlicher bis nordöstlicher Richtung weiterläuft. Zu seiner Linken zieht sich der schmale Hochebenenvorsprung Turmberg, der sein Tal von dem der nahen Rot trennt.
Ungefähr unterhalb des sogenannten Röter Turms, des verbliebenen Baurests der Burg Rötenberg auf dem höchsten Punkt des Turmbergs (456 m), öffnet sich am rechten Unterhang erstmals eine Lichtung. An ihrem abwärtigen Rand entlang läuft der Bach aus der Reippersberger Bühlklinge in Richtung Eichelbach; dieser mit 1,2 km Länge noch bedeutendste Zufluss mündet wieder in ganz bewaldetem Tal. Auf dem letzten Laufkilometer folgt noch eine zweite Lichtung am rechten Ufer, dann tritt der Bach zwischen auslaufendem Turmberg links und dem Anstieg zur Hochebene um Reippersberg rechts ins weite Rottal ein.
Nachdem er sich bisher in recht natürlichem Lauf durch den Wald schlängelte, wird der Bach nun in schnurgeraden Grabenzug durch Wiesen nordöstlich bis zur Mündung geführt; auf diesem Abschnitt ist er wieder Gemeindegrenze. Als einer der letzten Bäche vor der Mündung der Fichtenberger Rot selbst fließt er ihr auf etwa 331 m in den Eichelwiesen zu, etwa halben Wegs zwischen dem Fichtenberger Weiler Mittelrot und dem Gaildorfer Dorf Unterrot.
Der Eichelbach ist 3,6 km lang und hat bei einem absoluten Gefälle von rund 140 m ein relatives Sohlgefälle von etwa 39 ‰.

### Einzugsgebiet
Der Eichelbach hat ein Einzugsgebiet von etwa 2,5 km² Größe, das naturräumlich gesehen mit dem südlichen und mittleren Teil zum Unterraum Kirnberger Wald, mit dem restlichen zum Unterraum Gaildorfer Becken der Schwäbisch-Fränkische Waldberge gehört. Der Bach zergliedert wie seine Nachbarn rotauf- und abwärts die erste Geländestufe über der weiten Rotaue hinauf zum noch höheren Unterraum Welzheimer Wald im Süden. Im Westen läuft der Rauhenzainbach etwa in selber Richtung zur aufwärtigen Rot, im Osten der Braunsbach und – weiter auf der Hochebene – der Schelbach zur abwärtigen. Im Süden der kleinen Hochebene konkurriert der Steigersbach ostwärts zum Kocher wenig oberhalb der Rotzumündung.
Etwa zwei Drittel der Fläche sind bewaldet, die Flur ist offen fast nur auf der Hochfläche, wo die Felder dominieren, und im Rottalgrund, wo es eher Wiesen gibt. Der Bachlauf selbst ist unbesiedelt, die einzigen Orte im Einzugsgebiet liegen an dessen Südrand, nämlich ein sehr kleiner Teil von Honkling im Südwesten und das ganze Reippersberg im Südosten.

### Zuflüsse
Der Eichelbach hat nur einen bedeutenden Zufluss. Dieser bildet sich aus einem baumartig verzweigten System kleiner, oben oft trockenfallender Waldklingenrissen wenig nördlich des Gaildorfer Weilers Reippersberg, Bühlklinge genannt. Seine Quellen liegen auf bis zu 465 m ü. NHN Er läuft nordwärts und mündet nach einem Lauf von 1,2 km auf etwa 357 m ü. NHN fast gegenüber dem Röter Turm auf dem Turmberg in den Eichelbach. Er entwässert ca. 0,8 km².

## Geologie
Der Eichelbach und sein einziger Zufluss entstehen in höchster Quelllage etwa im Übergangsbereich zwischen dem die Höhenstufe zum Welzheimer Wald bildenden Stubensandstein (Löwenstein-Formation) um Honkling und Leippersberg und den darunter liegenden Oberen Bunten Mergeln (Mainhardt-Formation). Der größere Teil des Laufs und die Mündung liegen in Höhe des Gipskeupers (Grabfeld-Formation). Am Übergang in den die Rot breit begleitenden Streifen aus Hochwassersedimenten hat der Bach einen kleinen Mündungsfächer abgelagert.

## Natur und Schutzgebiete
Der Eichelbach schlängelt sich am Oberlauf bis zu einem Meter breit durch eine der regionaltypischen Waldklingen. Er fällt über einige Stufen herab. Abschnittsweise gibt es ausgedehnte Kalksinterablagerungen. Auf der Sohle liegt dort teils Blockschutt, das Sediment ist kiesig, die Ufer sind meist steil.
Im Mündungswinkel des einzigen größeren Zuflusses liegt eine Feuchtwiese, auf der viele Trollblumen und Knabenkräuter wachsen. Danach bis zum Austritt aus dem Talwald in die Rottalaue zeigt der Bach stärkere Schlingen und verbreitert sich auf bis zwei Meter, sein Grund ist nun sandig bis schlammig. Auf den letzten dreihundert Metern über die offene Flussaue der Rot schlängelt er sich unter seiner begleitenden Baumgalerie nurmehr gering.
Die Talmulde ab dem Zufluss des Seitenbachs aus der Bühlklinge liegt im Landschaftsschutzgebiet Rottal zwischen Fichtenberg und Gaildorf mit Seitentälern und angrenzenden Talhängen. Das ganze Gebiet ist Teil des Naturparks Schwäbisch-Fränkischer Wald.

### LUBW
Amtliche Online-Gewässerkarte mit passendem Ausschnitt und den hier benutzten Layern: Lauf und Einzugsgebiet des Eichelbachs

Allgemeiner Einstieg ohne Voreinstellungen und Layer: Daten- und Kartendienst der Landesanstalt für Umwelt Baden-Württemberg (LUBW) (Hinweise)
1. 1 2 3  Höhe nach dem Höhenlinienbild auf dem Hintergrundlayer Topographische Karte.
2. ↑  Höhe nach grauer Beschriftung auf dem Hintergrundlayer Topographische Karte.
3. 1 2  Länge nach dem Layer Gewässernetz (AWGN).
4. 1 2  Einzugsgebiet abgemessen auf dem Hintergrundlayer Topographische Karte.
5. ↑  Schutzgebiete nach den einschlägigen Layern, Natur teilweise nach dem Layer Biotop.

### Andere Belege
1. ↑  Hansjörg Dongus: Geographische Landesaufnahme: Die naturräumlichen Einheiten auf Blatt 171 Göppingen. Bundesanstalt für Landeskunde, Bad Godesberg 1961. → Online-Karte (PDF; 4,3 MB)
2. ↑  Geologie nach den Layern zu Geologische Karte 1:50.000 auf: Mapserver des Landesamtes für Geologie, Rohstoffe und Bergbau (LGRB) (Hinweise). Ein ähnliches Bild bietet die unter → Literatur aufgeführte geologische Karte.